# Міжбанк
Міжбанківський валютний ринок (МВР) — це система безготівкових торгів іноземної валюти в Україні, в якій можуть брати участь тільки банки-резиденти України, які мають відповідну ліцензію.
Міжбанківський валютний ринок працює під управлінням та контролем Національного банку України (НБУ), для цього використовується система «ВалКлі». Заяви на купівлю або продаж іноземної валюти збираються банком від клієнтів до 10 ранку та до 11 ранку реєструються в системі «ВалКлі»; тільки після того, як всі заяви узагальнені в «ВалКлі», банк може брати участь в торгах на ринку.
Міжбанківський валютний ринок працює тільки в робочі банківські дні. Торги відбуваються з 10:00 до 17:00 з понеділка по четвер, а в п'ятницю — до 16:00.
Банки зобов'язані суворо дотримуватися всі нормативи та постанови Національного банку України, які стосуються питань купівлі-продажу валют. При порушенні нормативів, Національний банк України автоматично відключає банк-порушник від системи «ВалКлі», позбавляючи його можливості здійснювати будь — які торги на міжбанку на визначений час.
Вся інформація, після здійснення угоди, передається в НБУ та відстежується в режимі реального часу. Всі угоди, які проведені через систему «ВалКлі», обов'язкові для виконання.
НБУ за допомогою інтервенцій та аукціонів може впливати на курс гривні, коли, на його думку,  курс занадто занижений або завищений. В такому разі, він або продає валюту з золотовалютних запасів, або  викупляє її  по курсу, який його влаштовує.
Таким чином здійснюється контроль курсу валют на міжбанківському валютному ринку.